# VK Levski Sofia
VK Levski Sofia är volleybollsektionen av Levski Sofia. Sektionen grundades 1928.. 
Damlaget har blivit bulgariska mästare 29 gånger  och vunnit bulgariska cupen 27 gånger. De vann europacupen 1964 och har kommit tvåa tre gånger (1975, 1976 och 1981). Herrlaget har blivit bulgariska mästare 15 gånger  och vunnit bulgariska cupen 17 gånger. De har kommit tvåa i cupvinnarecupen sex gånger (1975, 1979, 1982, 1985, 1987 och 1989).